# 彼女の嫌いな彼女
『彼女の嫌いな彼女』（かのじょのきらいなかのじょ）は、1993年4月17日から6月26日まで、よみうりテレビを制作局として、日本テレビ系で毎週土曜22:00 ‐ 22:54（JST）の『DRAMA-CAN!』枠で放送された唯川恵原作のテレビドラマである。
2002年夏には同じく唯川が原作のフジテレビ系木曜劇場『恋愛偏差値』の第3章として、一部キャスト名を変更した上で再び連続ドラマ化されている。

## キャスト
- 吉沢さつき：石田ゆり子
- 川原麗子：原田美枝子
- 加納司：原田龍二
- 村松香織：中島宏海
- 冴木行彦：日比野玲
- 小田ゆかり：堀川早苗
- 近藤恭子：滝沢涼子
- 須崎伸介：深水三章
- 大友史郎：布施博

## テーマ曲
- 主題歌「君がいない」ZARD　（B-Gram RECORDS）

作詞：坂井泉水　作曲：栗林誠一郎　編曲：明石昌夫　
- 挿入歌「愛を探してる」生沢佑一（TWINZER）（ZAIN RECORDS）

作詞・作曲：すみれ　編曲：葉山たけし

## スタッフ
- 企画：上野隆（YTV）、高橋勝
- 原作：唯川恵
- 脚本：相良敦子、吉田紀子、田渕久美子
- 音楽：清水一登、Quncho、増崎孝司（DIMENSION）（ビーイング）
- 音楽プロデューサー：諏訪道彦（YTV）
- 音楽監督：近藤由紀夫、小西香葉
- プロデュース：山本和夫（YTV）、角田昇
- 演出：山本和夫、国本雅広
- 技術協力：東通
- 美術協力：アックス
- 編集・MA：パークタワーウエスト
- スタジオ：緑山スタジオ・シティ
- 制作：よみうりテレビ、CUC

## サブタイトル
1. 私の上司は恋敵
2. 会社は恋のお立ち台
3. 恋のおとしまえ
4. 華麗なる無責任OL
5. 好きでいたかった
6. あきらめないで
7. 女の敵は女!?
8. 結婚というリスク
9. あなたしかいない
10. 愛を探してる
11. 君がいない

| 読売テレビ DRAMA-CAN!               | 読売テレビ DRAMA-CAN!                        | 読売テレビ DRAMA-CAN!                         |
| 前番組                              | 番組名                                       | 次番組                                        |
| ----------------------------------- | -------------------------------------------- | --------------------------------------------- |
| お茶の間 （1993年1月9日 - 3月20日） | 彼女の嫌いな彼女 （1993年4月17日 - 6月26日） | 嵐の中の愛のように （1993年7月3日 - 9月25日） |